# Вознесенское (Черниговская область)
Вознесе́нское (укр. Вознесенське; до 2016 г. Улья́новка, до 1930-х Влади́мировка, до 1926 г. Свинь) — село Черниговского района Черниговской области Украины. Население 577 человек. В селе расположена Вознесенская церковь. Расположено на реке Свинка.
Код КОАТУУ: 7425585704. Почтовый индекс: 15535. Телефонный код: +380 462.

## Власть
Орган местного самоуправления — Ульяновский сельский совет. Почтовый адрес: 15535, Черниговская обл., Черниговский район, с. Вознесенское, ул. Примакова 43б.
Ульяновскому сельскому совету, кроме Вознесенского, подчинено село Новосёловка.

## Галерея

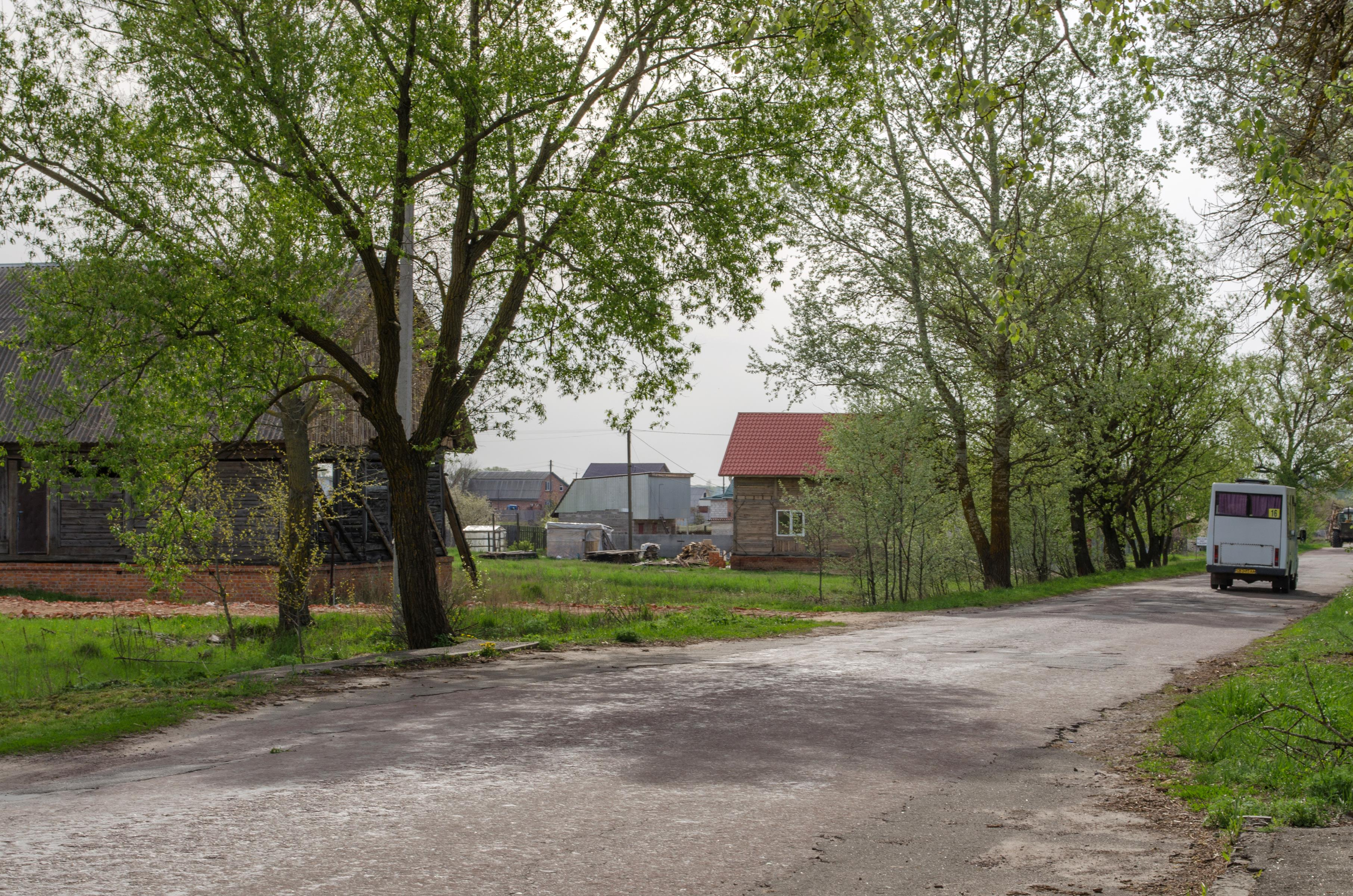
Въезд в село
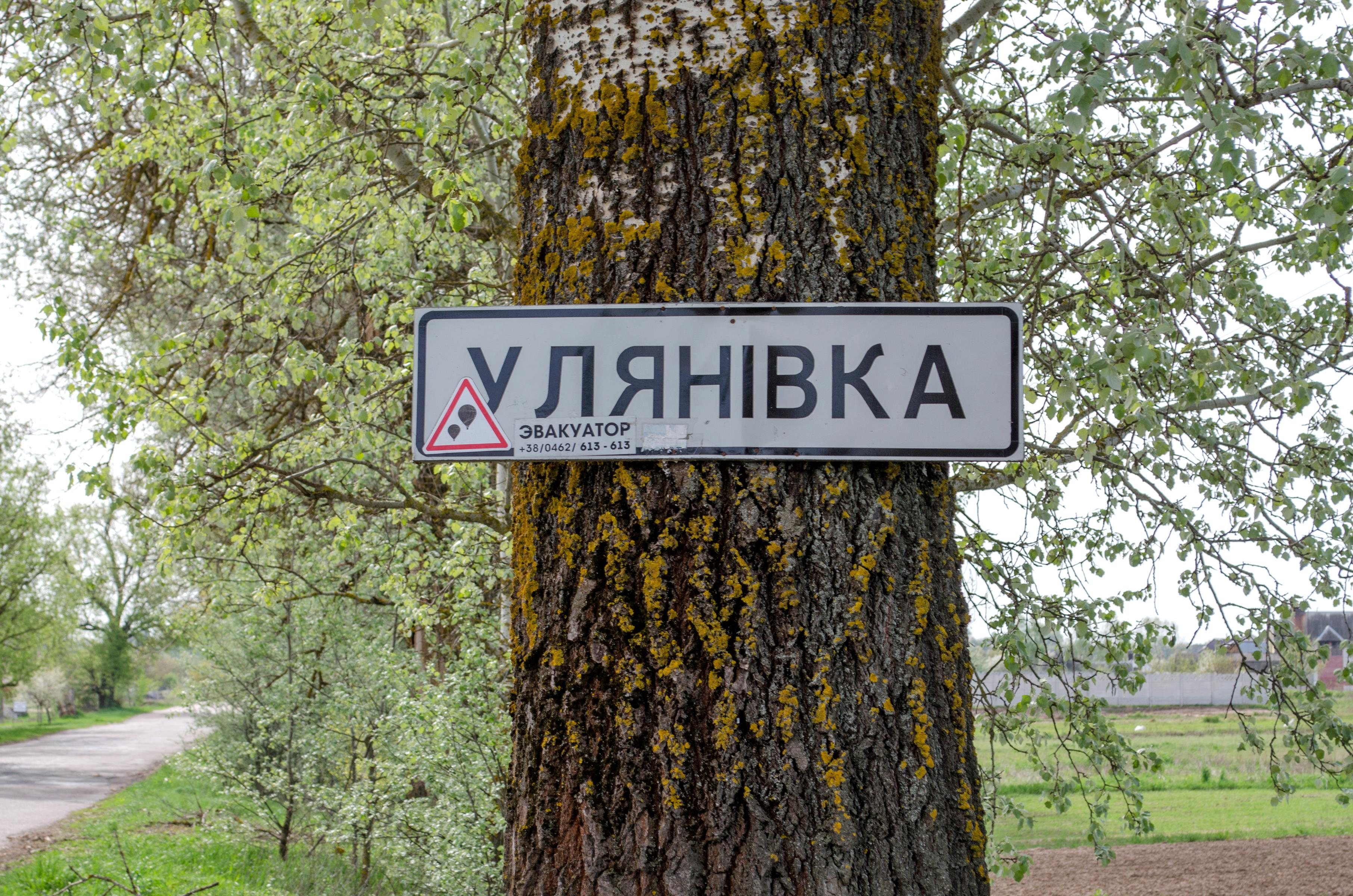
Табличка на въезде
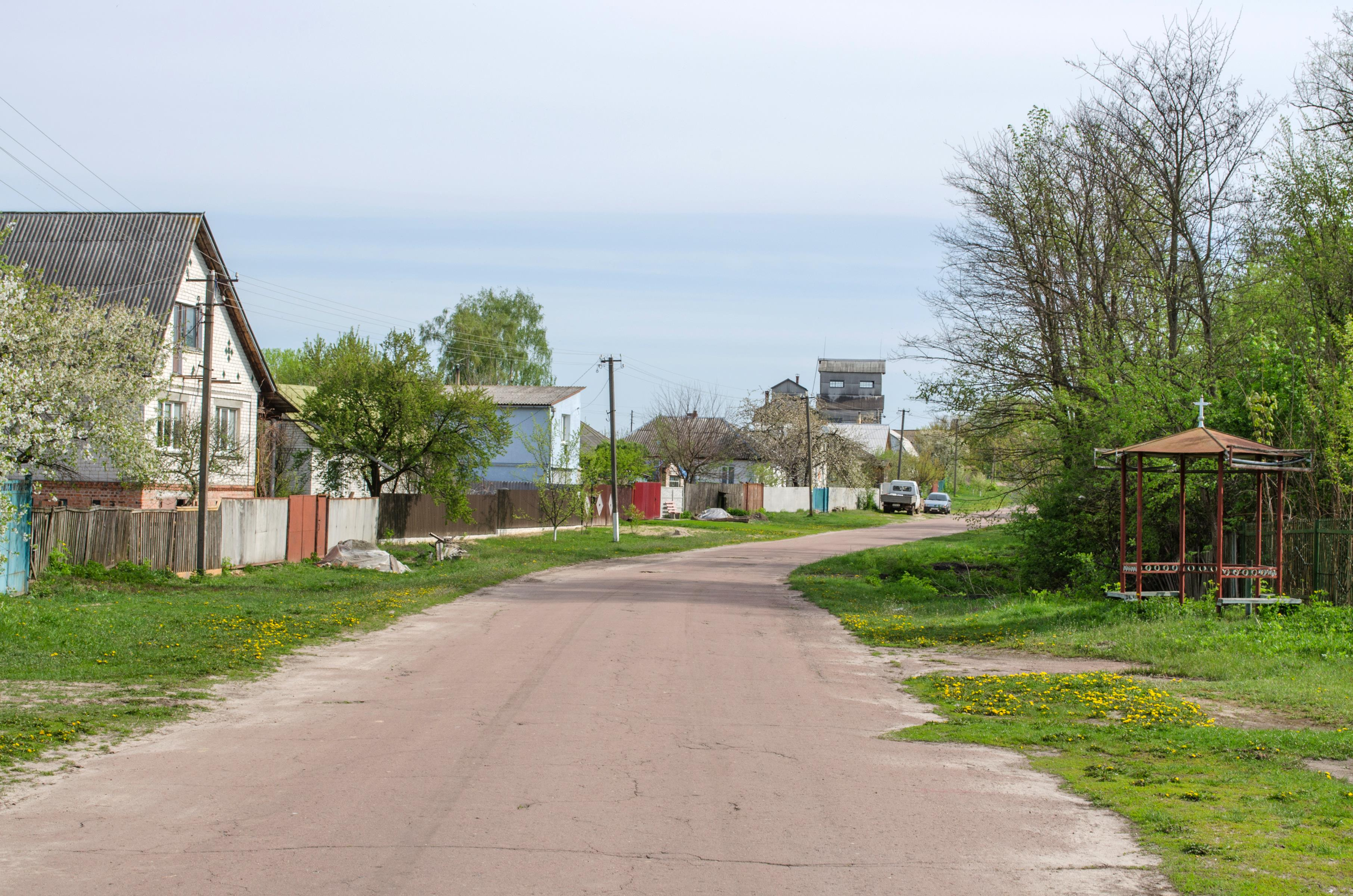
Улица
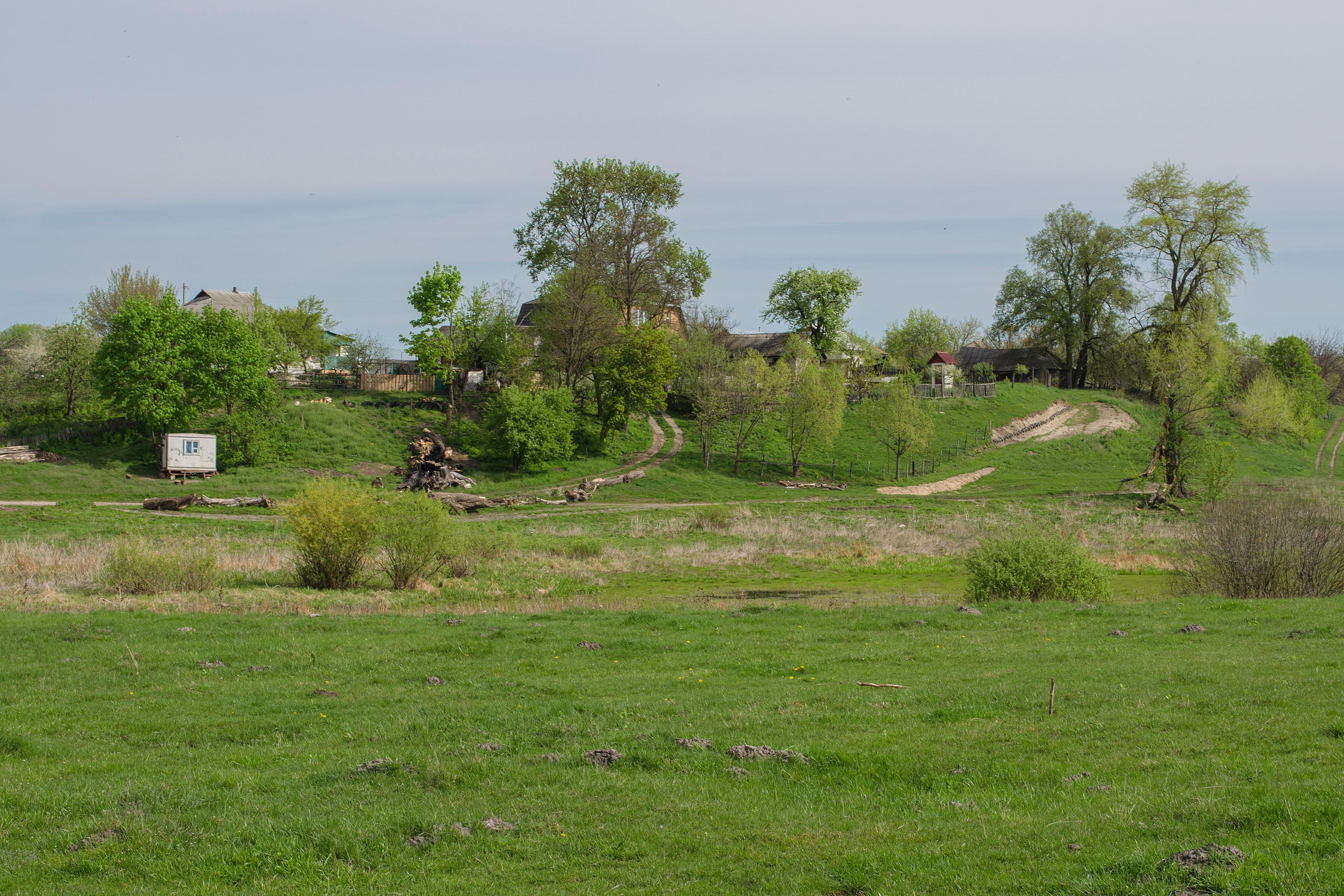
Сельский пейзаж
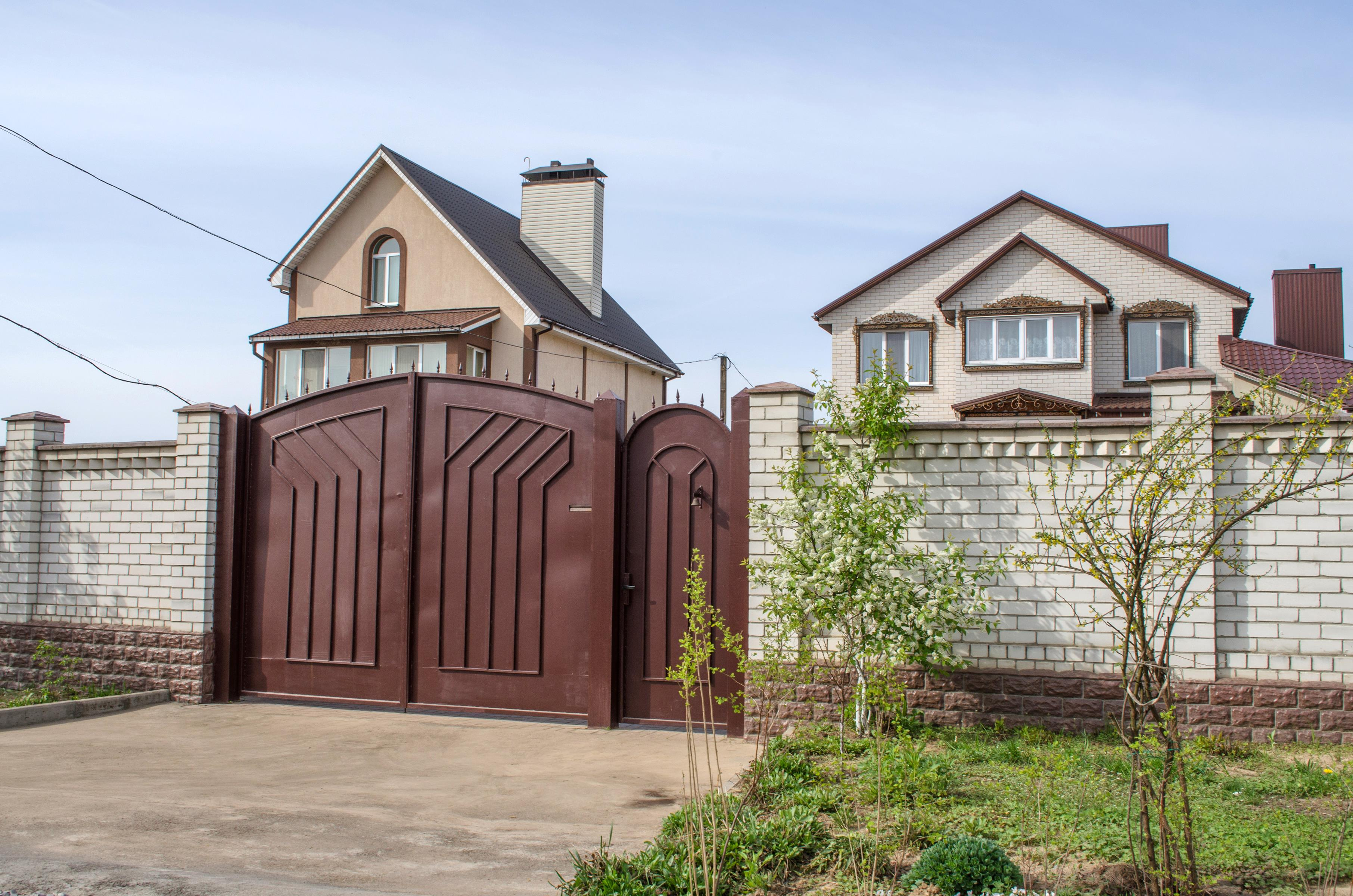
Жилой дом
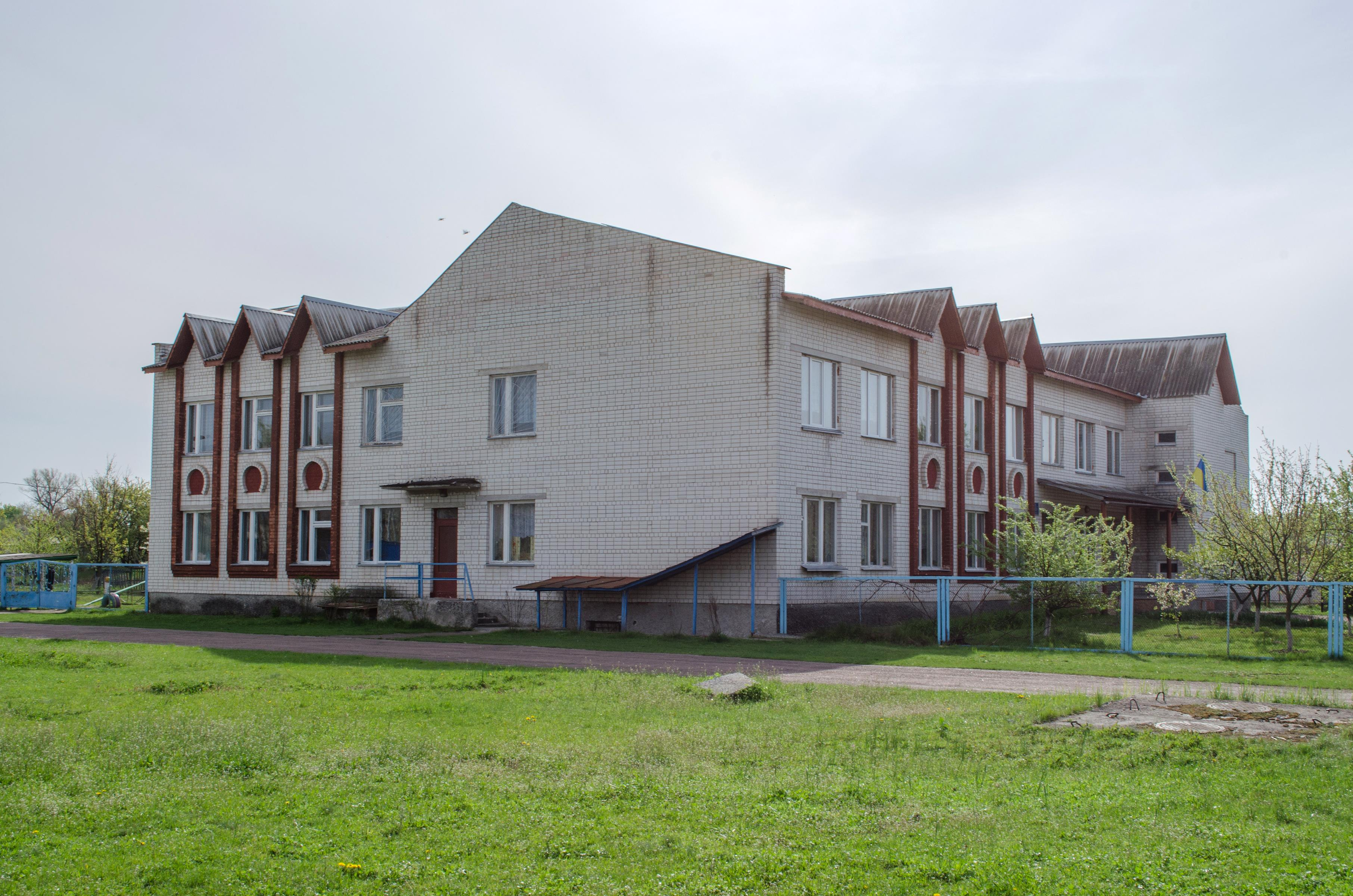
Админздание
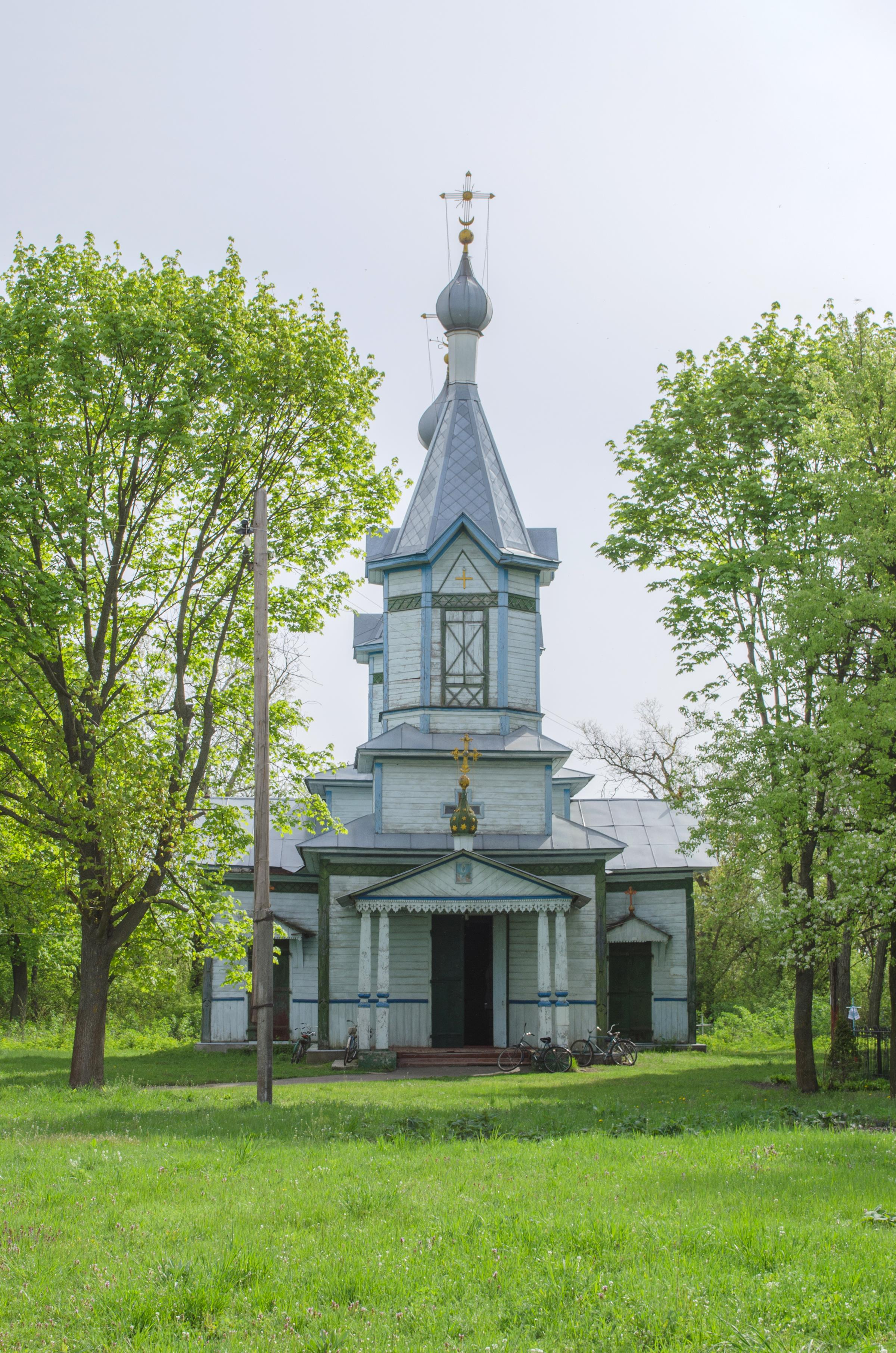
Вознесенская церковь
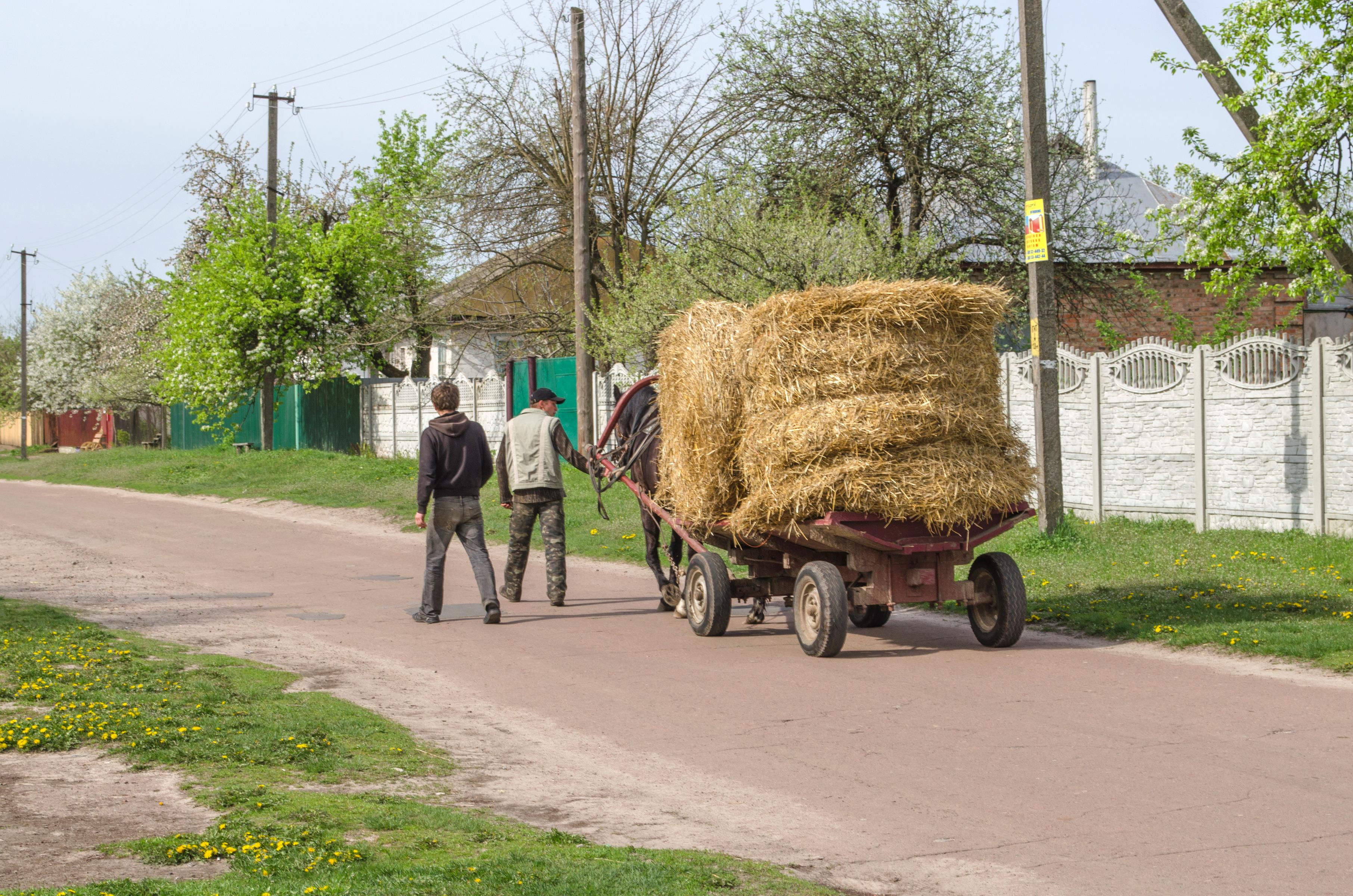
Гужевой транспорт
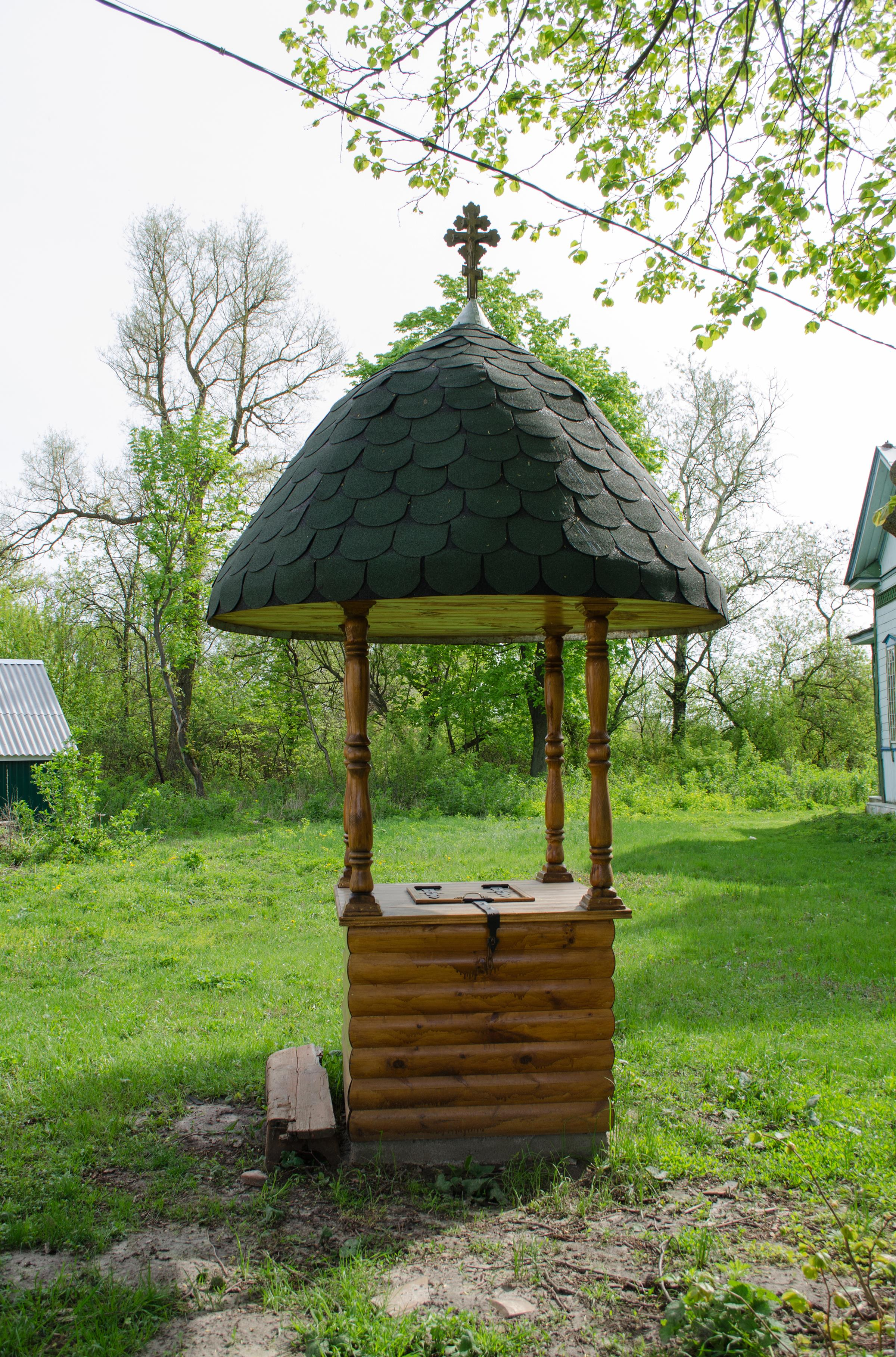
Колодец
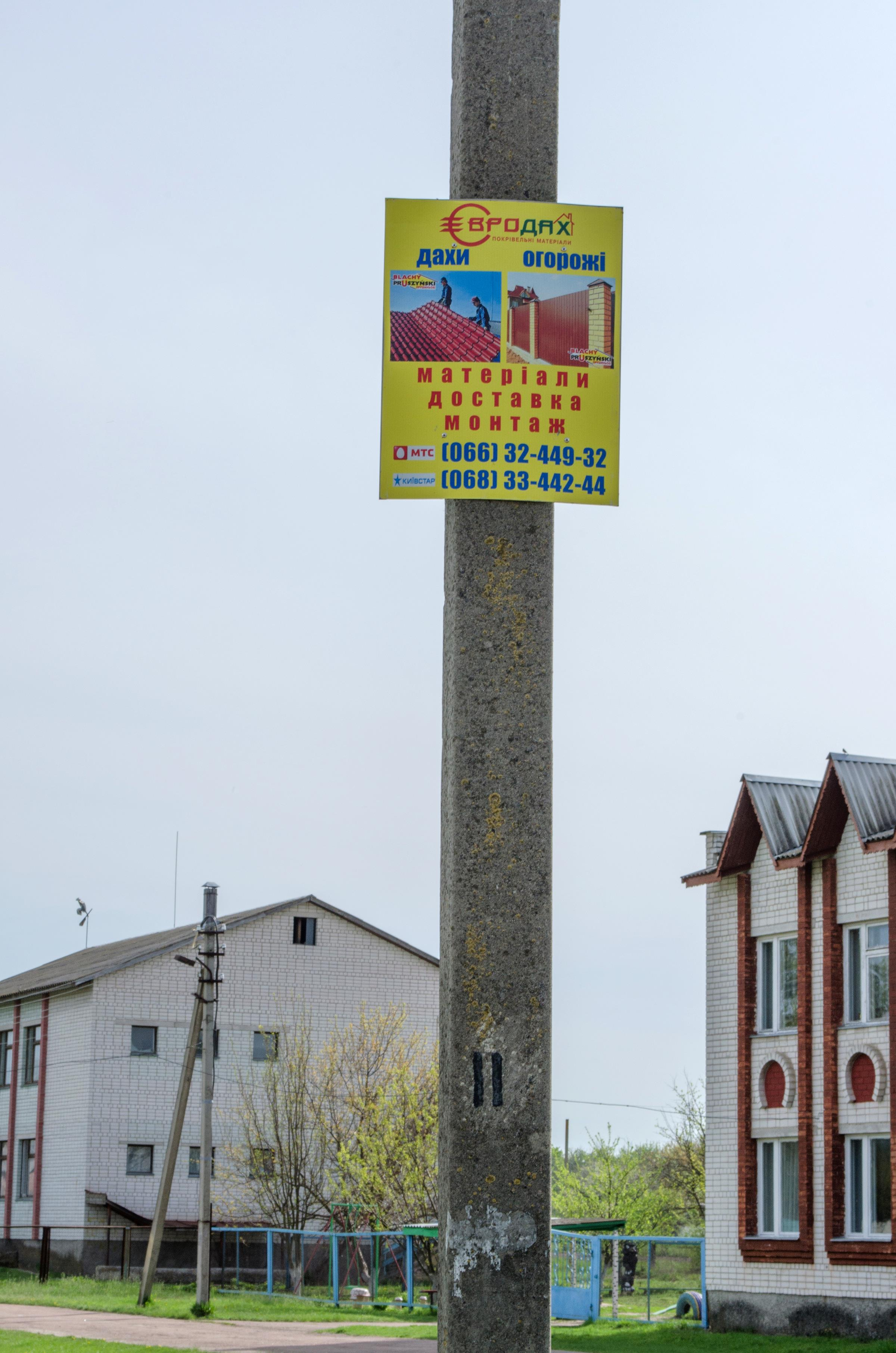
Реклама
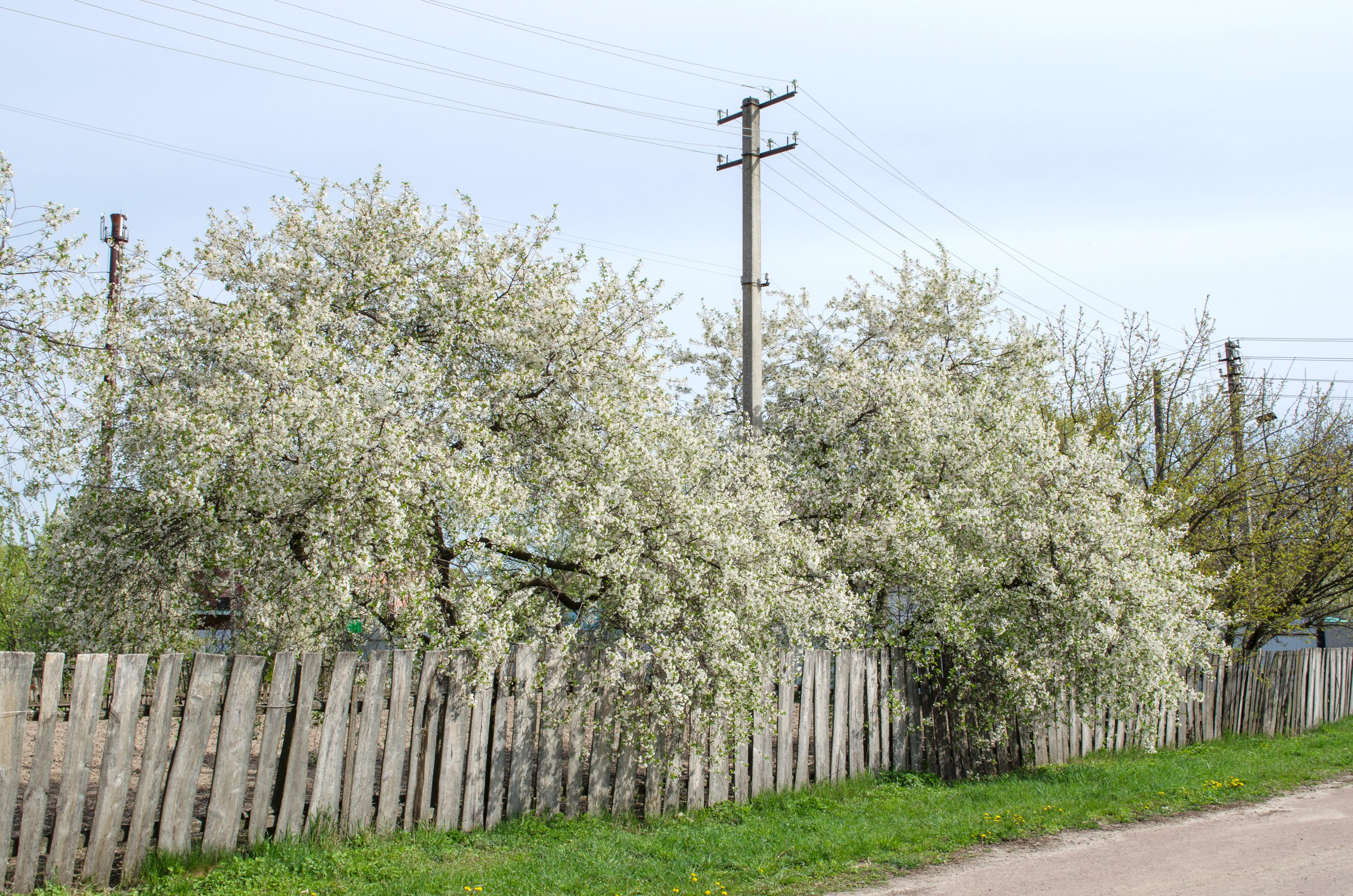
Цветут вишни